# Urrutia somalica
Urrutia somalica is een rechtvleugelig insect uit de familie Thericleidae. De wetenschappelijke naam van deze soort is voor het eerst geldig gepubliceerd in 1925 door Ramme.